# Dover (Arkansas)
Dover é uma cidade localizada no estado americano de Arkansas, no Condado de Pope.

## Demografia
Segundo o censo americano de 2000, a sua população era de 1329 habitantes.
Em 2006, foi estimada uma população de 1382, um aumento de 53 (4.0%).

## Geografia
De acordo com o United States Census Bureau, a localidade tem uma área de 4,7 km², sem área coberta por água. Dover localiza-se a aproximadamente 151 m acima do nível do mar.

## Localidades na vizinhança
O diagrama seguinte representa as localidades num raio de 24 km ao redor de Dover.